# 日本の色の一覧
日本の色の一覧（にほんのいろのいちらん）は、日本語で呼称される様々な色と、その簡単な語源の一覧。色名一覧も参照のこと。
色名は表す色を実際に示し、対応するRGB値（16進数およびsRGB色空間による、HTMLのcolor属性）を掲載。ただし、ここで示したものは近似色であり一例。ただし、実際には使われない色もある。

## あ行
| 色      | 色名                    | 備考 |
| ------- | ----------------------- | --- |
| #165E83 | あいいろ 藍色           | 染料の「アイ(藍)」の色。緑みがかった青。                                                                                |
| #5E7C85 | あいねず 藍鼠           | 藍みをおびた暗い鼠色。                                                                                                  |
| #0067C0 | あお 青                 | 色の三原色の一つ。緑系も青と分類されることもある。                                                                      |
| #72BAA7 | あおたけいろ 青竹色     | 竹の幹の色。明るい緑。                                                                                                  |
| #858954 | あおに 青丹             | 顔料や化粧料の眉墨に使われた青粘土のような暗い黄緑色。                                                                  |
| #324356 | あおにびいろ 青鈍色     | 青色に橡などの墨系染料を掛け合わせ、鉄で媒染した色。                                                                    |
| #0090A8 | あおみどり 青緑         | 緑と青の中間色。 |
| #6F51A1 | あおむらさき 青紫       | 青と紫の中間色。 |
| #ED1A3D | あか 赤                 | 色の三原色の一つ。古代には、「明」（あかるい、あける）の意か。                                                          |
| #DB8449 | あかくちば 赤朽葉       | 晩秋の赤く色づいた朽葉の色。赤みがかった赤茶色。                                                                        |
| #F6B894 | あかこういろ 赤香色     | 僧衣に用いられた。赤みがかった淡い橙色。                                                                                |
| #F15A22 | あかだいだい 赤橙       | 赤と橙色の中間色。 |
| #B13546 | あかねいろ 茜色         | 染料の茜で染めた色。赤褐色。                                                                                            |
| #EB6EA5 | あかむらさき 赤紫       | 躑躅や牡丹の花ような赤みが強い鮮やかな紫色。暗く渋い紅色。                                                              |
| #BCB09C | あくいろ 灰汁色         | 灰汁のような黄みがかった灰色。                                                                                          |
| #DF7163 | あさあけ 浅緋           | 茜で薄く染めた緋色。 |
| #FFCC33 | あさぎいろ 浅黄色       | 薄い黄色。 |
| #00A4AC | あさぎいろ 浅葱色       | 葱の葉の色を薄くしたような青緑。                                                                                        |
| #9BCF97 | あさみどり 浅緑         | 若葉のような薄い緑色。黄みがかった明るい緑色。                                                                          |
| #98514B | あずきいろ 小豆色       | 小豆の色から。紫味を帯びた赤褐色。                                                                                      |
| #D6C6AF | あまいろ 亜麻色         | 亜麻の繊維の色。 |
| #CD6118 | あめいろ 飴色           | 水飴に由来する、深みのある強い橙色。                                                                                    |
| #B168A8 | あやめいろ 菖蒲色       | 菖蒲の紫の花の色。赤みがかった紫色。                                                                                    |
| #F0B694 | あらいがき 洗柿         | 柿色が淡くなった橙色。                                                                                                  |
| #D0826C | あらいしゅ 洗朱         | 薄い朱色。黄色みを帯びた朱色。                                                                                          |
| #F4A466 | あんずいろ 杏色         | 熟した杏の果実の色。やわらかい橙色。                                                                                    |
| #BB5561 | いちごいろ 苺色         | 鮮やかに色づいた苺の実の色。少し紫がかった赤。                                                                          |
| #FFD3E4 | いっこんぞめ 一斤染     | 紅花で染めたやや淡い紅色。                                                                                              |
| #D0576B | いまよういろ 今様色     | 今流行の色という意味。平安時代に流行した薄い紅色。                                                                      |
| #918D40 | うぐいすいろ 鶯色       | 小鳥の鶯、その羽毛の色から。灰色がかった緑褐色。                                                                        |
| #715C1F | うぐいすちゃ 鶯茶       | 鶯の羽のような褐色がかった渋みのある黄緑色。                                                                            |
| #FABF14 | うこんいろ 鬱金色       | ウコンの根で染めた色。                                                                                                  |
| #CEB4B9 | うすいろ 薄色           | 紫根に椿灰汁または明礬で染めた薄い紫色。                                                                                |
| #B15C65 | うすくれない 薄紅       | ややくすんだ紅色。 |
| #F3BF88 | うすこう 淡香           | 黄みの淡い黄褐色。 |
| #A3A3A2 | うすずみいろ 薄墨色     | 墨を薄めたようなやや薄い灰色。                                                                                          |
| #BCE1DF | うすみずいろ 薄水色     | 薄い水色。淡い青緑色。                                                                                                  |
| #9D896C | うつぶしいろ 空五倍子色 | 虫こぶで染めたやや褐色がかった淡い灰色。                                                                                |
| #FBFBF6 | うのはないろ 卯の花色   | 卯の花の色。わずかに黄みがかった白。                                                                                    |
| #AD7984 | うめねずみ 梅鼠         | 紅梅の花の赤みのある薄い鼠色。                                                                                          |
| #C1D8AC | うらはやなぎ 裏葉柳     | 淡い黄みを含んだ薄い緑色。                                                                                              |
| #CD8C5C | えどちゃ 江戸茶         | 江戸時代前期の流行色。黄みの深い赤褐色。                                                                                |
| #745399 | えどむらさき 江戸紫     | 江戸時代前期の流行色。青みがかった紫色。                                                                                |
| #640125 | えびいろ 葡萄色/海老色  | 植物の「ブドウ」はもともと「葡萄」と書いて「えび」と読んでいた。 のちに甲殻類の「エビ」と混同され、海老色とも書かれる。 |
| #7A4171 | えびぞめ 葡萄染         | 葡萄葛の熟した実の色。赤みがかった少し薄い紫色。                                                                        |
| #6C2C2F | えびちゃ 葡萄茶/海老茶  | 伊勢海老のような色。赤みの茶色もしくは紫みの暗い赤。                                                                    |
| #B3424A | えんじいろ 臙脂色       | 黒味がかった濃い赤色。 紅花かカイガラムシ科の昆虫（主にエンジムシ）で染めることが一般的。                               |
| #EC6D51 | えんたんいろ 鉛丹色     | 酸化鉛のやや赤みを強くした鮮やかな橙色。                                                                                |
| #769164 | おいたけいろ 老竹色     | 年を経た意味の灰みをおびた老竹の色。ややくすんで灰色がかった緑色。                                                      |
| #A596C7 | おうちいろ 楝色         | 初夏に咲く楝の花のような薄い青紫色。                                                                                    |
| #C39143 | おうどいろ 黄土色       | 顔料の『黄土』の色。赤みがかった黄色。                                                                                  |
| #F47A55 | おうに/おうたん 黄丹    | 紅花と梔子（くちなし）で染めたオレンジ色。 顔料の鉛丹に似た色であることから。皇太子の袍（ほう）に用いられる禁色。       |
| #125115 | おりべいろ 織部色       | 織部焼のような緑色。 |

## か行
| 色      | 色名                       | 備考 |
| ------- | -------------------------- | --- |
| #C3B091 | かーきいろ カーキ色        | 帯赤茶褐色。明治末期から昭和初期にかけて日本陸軍の軍服に用いられた。                                    |
| #7F1184 | かいむらさきいろ 貝紫色    | 特殊な巻貝の色素で染める紫。                                                                            |
| #ED6D3D | かきいろ 柿色              | 柿の実の色。鮮やかな朱赤。                                                                              |
| #BD7862 | かきしぶいろ 柿渋色        | 色づく前のカキの実をしぼって作られる灰がかった黄赤色。                                                  |
| #5E3862 | かきつばたいろ 杜若色      | 杜若の花の色。菖蒲色よりも赤みの強い紫色。                                                              |
| #4D5269 | かちいろ/かついろ 勝色     | 紺色の一種。鎌倉時代に武士の間で流行した。                                                              |
| #C5591A | かばいろ 樺色/蒲色         | 樺の樹皮または水草の蒲の穂の色。赤みのある橙色。                                                        |
| #726250 | かばちゃ 樺茶              | 樺色を帯びた茶色。                                                                                      |
| #C5E4ED | かめのぞき 瓶覗            | 藍染めで、藍瓶に浸す回数が少ない、瓶を覗いただけのような薄い藍色。                                      |
| #D93448 | からくれない 唐紅/韓紅     | 鮮やかな濃い紅色。 名前は「韓紅花」とも書き韓から伝来した紅の意味、唐は後の当て字。                     |
| #D0AF4C | からしいろ 芥子色          | からしの色。やや鈍い黄色。                                                                              |
| #A06705 | からちゃ 唐茶              | 黄みがかった茶色。                                                                                      |
| #FFD768 | かりやすいろ 苅安色/刈安色 | 日本の伝統色の一つ。カリヤスという草で染める、青色がかった黄色。                                        |
| #C37854 | かわらけいろ 土器色        | 土器のようにくすんだ黄褐色。                                                                            |
| #F8B862 | かんぞういろ 萱草色        | 萱草の花の色。明るい黄みがかった橙色。                                                                  |
| #FFD400 | きいろ 黄色                | 色の三原色の一つ。                                                                                      |
| #6A4C9C | ききょういろ 桔梗色        | 桔梗の花の色、青みを帯びた紫色。                                                                        |
| #BFBD9E | きくじん 麹塵              | 醸造に用いる麹（こうじ）の色に由来する灰色がかった緑。 天皇が平常時に着る麹塵袍（きくじんのほう）の色。 |
| #C48847 | きつねいろ 狐色            | 狐の毛の色。薄い茶褐色。 食品の加熱処理の際の焦げすぎない程度の色を表す比喩。                           |
| #C2B280 | きなりいろ 生成色          | 染色や脱色をしていない生地の色。                                                                        |
| #FCF16E | きはだいろ 黄蘗色          | キハダの樹皮で染めた、わずかに緑みの明るい黄色。                                                        |
| #B9C42F | きみどりいろ 黄緑色        | 黄みがかった緑色。                                                                                      |
| #D8A373 | きゃらいろ 伽羅色          | 茶色がかった暗い黄褐色。                                                                                |
| #772F6D | きょうむらさき 京紫        | 紫色。江戸紫より鮮やかな紫。                                                                            |
| #FFD700 | きんいろ/こんじき 金色     | 黄金色（こがねいろ）とも呼ぶ。黄橙色、山吹色で金属光沢を持つ色。                                        |
| #C0C0C0 | ぎんいろ 銀色              | 白銀色（しろがねいろ）とも呼ぶ。白ないし明るい灰色で金属光沢を持つ色。                                  |
| #F12B00 | ぎんしゅ 銀朱              | 硫化水銀の色。黄みがかった朱色。                                                                        |
| #E0861A | きんちゃ 金茶              | 山吹茶とも呼ぶ。明るく黄色がかった茶色。金色に近い色合い。                                              |
| #BBBCBF | ぎんねずみ 銀鼠            | 銀色のようなほんのり青みを含んだ明るい灰色。                                                            |
| #7B8D42 | くさいろ 草色              | 若草が色濃くなったようなくすみのある濃い黄緑色。                                                        |
| #FFD768 | くちなしいろ 梔子色/支子色 | クチナシの実で染めた、少し赤みのある黄色。                                                              |
| #896A45 | くちばいろ 朽葉色          | 銀杏などの黄葉の色。                                                                                    |
| #800000 | くりいろ 栗色              | 栗の皮のような赤みの焦茶色。                                                                            |
| #433634 | くりいろ 涅色              | 川底の泥のような茶みがかった黒。                                                                        |
| #6C1912 | くりうめ 栗梅              | 栗色を帯びた濃い赤茶色。                                                                                |
| #A86F4C | くるみいろ 胡桃色          | 胡桃の木の皮や実の外皮などを使って染めた黄褐色。                                                        |
| #AD002D | ぐれんいろ 紅蓮色          | 決まった色はないが濃い紅で、よく炎の色に喩えられる。                                                    |
| #C22047 | くれないいろ 紅色          | 「べにいろ」とも読む。紅花で染色した鮮やかな赤。                                                        |
| #000000 | くろ 黒                    | 無彩色。最も暗い色。                                                                                    |
| #DABC91 | くわぞめ 桑染              | 褐色を帯びたくすんだ黄色。                                                                              |
| #465DAA | ぐんじょういろ 群青色      | やや紫みを帯びた深い青色。                                                                              |
| #595045 | けしずみいろ 消炭色        | 消し炭のような橙みの暗い灰色。                                                                          |
| #594255 | けしむらさき 滅紫          | 「めっし」とも読む。くすんだ紫。                                                                        |
| #F6F7F8 | げっぱく 月白              | 月の光のような薄い青みを含んだ白色。                                                                    |
| #543F32 | けんぽういろ 憲法色        | 剣術家の吉岡憲法が広めたとされる。黒褐色。                                                              |
| #002E4E | こいあい/こあい 濃藍       | 藍染の中でも最も濃い色の一つで、極めて暗い藍色。                                                        |
| #EFCD9A | こういろ 香色              | 丁子の蕾の煮汁で染めた色。鈍い黄赤。丁子色とも言う。                                                    |
| #FF5234 | こうじいろ 柑子色          | コウジミカンの色。明るい黄赤色。                                                                        |
| #E86B79 | こうばいいろ 紅梅色        | 紅梅の花の色。やや紫みのある淡い紅色。                                                                  |
| #D99502 | こうろぜん 黄櫨染          | 第一の禁色。天皇が使用した。黄がかった茶色。                                                            |
| #250D00 | こくたん 黒檀              | 黒檀の木材の色。赤みがかった黒色。                                                                      |
| #7B6C3E | こくぼうしょく 国防色      | 帯青茶褐色。昭和期の日本陸軍の軍装色。                                                                  |
| #78882D | こけいろ 苔色              | 苔のような深く渋い黄緑色。                                                                              |
| #6A4D32 | こげちゃ 焦茶              | 物が焼け焦げたような黒みがかった茶色。                                                                  |
| #8C6589 | こだいむらさき 古代紫      | すこし赤みを帯びた紫色。                                                                                |
| #EA930A | こはくいろ 琥珀色          | 琥珀の石のような色。透明感のある黄褐色。                                                                |
| #716246 | こびちゃ 媚茶              | 昆布茶とも呼ぶ。海藻のコンブの色。やや黒ずんだ黄褐色。                                                  |
| #E4A343 | こむぎいろ 小麦色          | 小麦の殻粒の色。やわらかい赤みのある黄色。                                                              |
| #233B6C | こんいろ 紺色              | 紫がかっている暗い青。                                                                                  |
| #211E55 | こんききょう 紺桔梗        | 紺色を帯びた濃い桔梗色。                                                                                |
| #1A4472 | こんじょういろ 紺青色      | 紫色を帯びた暗い上品な青。                                                                              |

## さ行
| 色      | 色名                        | 備考                                                                                 |
| ------- | --------------------------- | ------------------------------------------------------------------------------------ |
| #328131 | さいたづまいろ 左伊多津万色 | 虎杖の葉の色。                                                                       |
| #FEEEED | さくらいろ 桜色             | 桜の花の色。淡い紅色。                                                               |
| #5C9291 | さびあさぎ 錆浅葱           | ややくすんだ浅い緑青色。                                                             |
| #6C3424 | さびいろ 錆色               | 金属の錆の色。暗い灰みの黄赤。                                                       |
| #FF7F50 | さんごいろ 珊瑚色           | 赤い珊瑚を粉末にした顔料の色。黄みがかった明るい赤。                                 |
| #968ABD | しおんいろ 紫苑色           | 紫苑の花の色。淡い紫色。                                                             |
| #AD7E4E | しかんちゃ 芝翫茶           | 江戸時代の流行色の1つ。ややくすんだ赤褐色。                                          |
| #400B36 | しこん 紫紺                 | 紺色がかった暗めの紫色。                                                             |
| #080000 | しっこく 漆黒               | 黒漆を塗った漆器のような深く艶のある黒。純粋な黒。『純白』の対義語。                 |
| #F19072 | しののめいろ 東雲色         | 曙色とも呼ばれる。夜明けの東の空を思わせる明るい黄赤色。                             |
| #7E0F09 | しゃくどういろ 赤銅色       | 金属の赤銅の色。艶のある暗い赤。                                                     |
| #EF454A | しゅいろ 朱色               | やや黄を帯びた赤色。朱肉に用いられる色。                                             |
| #CE313D | しょうじょうひ 猩々緋       | 中国由来の空想上の動物である猩々の血の赤色（緋色）。                                 |
| #DAC4A5 | しらちゃ 白茶               | 薄くて明るい感じの茶色。                                                             |
| #FFFFFF | しろ 白                     | 無彩色。最も明るい色。純白。                                                         |
| #B1063A | しんく 真紅                 | 深紅とも書く。濃い紅色。または、真っ赤な色。                                         |
| #59B9C6 | しんばしいろ 新橋色         | 日本の伝統色の一つ。わずかに緑がかった明るい青。                                     |
| #973C3F | すおういろ 蘇芳色           | 蘇芳で染めた色。黒味を帯びた赤色。                                                   |
| #6F514C | すすたけいろ 煤竹色         | 煙で煤けた竹の色。暗い赤褐色。                                                       |
| #864337 | すずめいろ 雀色             | 雀の頭のような灰色がかった茶色。夕暮れ時のことを「雀色時（すずめいろどき）」と言う。 |
| #343434 | すみいろ 墨色               | 墨のような灰色がかった黒色。                                                         |
| #705DA8 | すみれいろ 菫色             | 菫の花弁の色。やや青みの濃い紫色。                                                   |
| #60B49F | せいじいろ 青磁色           | 秘色（ひそく・ひしょく）とも呼ばれる。青磁に似た薄い緑色。                           |
| #F9C1CF | せきちくいろ 石竹色         | 石竹の花の色。淡い紅色。                                                             |
| #474B42 | せんさいちゃ 仙斎茶         | 千歳茶とも書く。暗い緑がかった茶色。                                                 |
| #AB6953 | そほ 赭                     | 赤土（赭土）のことを指す。茶色に近い暗い赤。                                         |
| #90D7EC | そらいろ 空色               | 晴天時の空の色を示す明るく淡い青色。青と白の中間色。                                 |

## た行
| 色      | 色名                        | 備考                                                                   |
| ------- | --------------------------- | ---------------------------------------------------------------------- |
| #B36C3C | たいしゃいろ 代赭色         | 褐色を帯びた黄色または赤色。                                           |
| #FFB74C | だいだいいろ 橙色           | 果物のダイダイの実から転じる。赤と黄色の中間色。                       |
| －      | たまむしいろ 玉虫色         | 玉虫の体の光沢色に由来。光の干渉によって起こる金緑から金紫の色調変化。 |
| #9F563A | だんじゅうろうちゃ 団十郎茶 | 弁柄と柿渋で染めた灰色がかった黄赤。                                   |
| #92B5A9 | ちぐさいろ 千草色           | 褪せた薄い藍色の上にさらに薄い藍をかけた色のこと。 緑がかった淡い青。  |
| #994C00 | ちゃいろ 茶色               | 茶を染料として使ったときに出る色に由来する。オレンジ色と黒の中間色。   |
| #B4866B | ちょうじちゃ 丁子茶         | 茶を帯びた丁子色。                                                     |
| #E761A4 | つつじいろ 躑躅色           | 躑躅の花の色から。紫味の鮮やかな紅色。                                 |
| #21A0DB | つゆくさいろ 露草色         | 露草の色。淡く鮮やかな青色。                                           |
| #003149 | てつこん 鉄紺               | 鉄色がかった紺色。わずかに緑みを帯びた暗い青色。                       |
| #F3A696 | ときいろ 鴇色               | 朱鷺色とも書く。鴇の風切羽のような紫に近い紅色。                       |
| #007B43 | ときわいろ 常磐色           | 常緑樹の葉の色。濃い緑色。                                             |
| #22825D | とくさいろ 木賊色           | 木賊のような青みがかった緑。                                           |
| －      | どどめいろ どどめ色         | 諸説あり正確な定義のない色。桑の実の色、または土留めの色か。           |
| #F4DDA5 | とのこいろ 砥粉色           | 砥石で刃物を研いだ時に出る砥石の粉「砥粉」の色。赤みの鈍い黄色。       |
| #85403A | とびいろ 鳶色               | 鳶の羽毛の色から。赤みのある茶色。                                     |
| #1C305C | とめこん 留紺               | それ以上染めることのできない紺色。                                     |
| #FFF1CF | とりのこいろ 鳥の子色       | 鶏の卵の殻の色。黄色がかった白。                                       |

## な行
| 色      | 色名                    | 備考 |
| ------- | ----------------------- | --- |
| #B0CA71 | なえいろ 苗色           | 稲の苗のような淡い感じの緑色。明るい萌葱色。                                                                          |
| #824880 | なすこん 茄子紺         | 茄子の実の色。紫みの濃い紺色。                                                                                        |
| #F6ADC6 | なでしこいろ 撫子色     | ナデシコの花の色。淡い紅色。                                                                                          |
| #FCD900 | なのはないろ 菜の花色   | 菜の花の花色。明るく鮮やかな黄色。                                                                                    |
| #AA8C63 | なまかべいろ 生壁色     | 塗りたての乾いていない土壁の色。灰色みの黄褐色。                                                                      |
| #7B7C7D | なまりいろ 鉛色         | 鉛のような少し青みを帯びた灰色。                                                                                      |
| #008899 | なんどいろ 納戸色       | 納戸の奥行きの闇を思わせる緑がかった深い青色。                                                                        |
| #E45E32 | にいろ 丹色             | 赤土の色。赤みがかった灰黄色から赤褐色。                                                                              |
| #513743 | にせむらさき 似紫       | 高価な生薬であった紫根（しこん）の代わりに、藍の下染めの上に蘇芳（すおう）などで染めた紫色。 くすんだ青みのある赤紫。 |
| #727171 | にびいろ 鈍色           | 濃い灰色。 |
| #FFFFFB | にゅうはくしょく 乳白色 | 乳のような不透明な白。                                                                                                |
| #000B00 | ぬれがらす 濡烏         | 烏の羽毛のような艶のある黒。濡羽色とも言う。                                                                          |
| #908E65 | ねぎしいろ 根岸色       | 根岸で採れた土で塗った壁の色。緑がかった渋い薄茶色。                                                                  |
| #949495 | ねずみいろ 鼠色         | 鼠の体毛の色に由来。灰色全般を指す。                                                                                  |
| #FFF9E2 | ねりいろ 練色           | 絹糸を漂白する前の練糸のようにわずかに黄味がかった白。                                                                |

## は行
| 色      | 色名                  | 備考 |
| ------- | --------------------- | --- |
| #808080 | はいいろ 灰色         | 物を燃やした後に残る灰の色。無彩色。白と黒の中間色。 |
| #E8D3D1 | はいざくら 灰桜       | 灰色がかった明るい紅色。 |
| #BFA46F | はしばみいろ 榛色     | 榛の種子の色。黄色がかった薄茶色。 |
| #F1BB93 | はだいろ 肌色         | 日本人の膚（はだ）の色に似せた薄いオレンジ。 現在は特定の色を肌色と規定することはおかしいとして、「薄橙」「ペールオレンジ」などと呼ぶように変更されつつある。 |
| #95859C | はとばいろ 鳩羽色     | 鳩の羽の色。灰みがかった薄い青紫色。 |
| #267CA7 | はなだいろ 縹色       | 染料「縹（つゆくさ）」から。薄い藍色。 |
| #F0908D | はねずいろ 唐棣色     | 「唐棣（はねず）」は庭梅（にわうめ）の古名。庭梅の花のような薄赤色。                                                                                          |
| #E73275 | ばらいろ 薔薇色       | 薔薇の花の色。鮮やかな紅色。比喩として使われる。 |
| #E54848 | ひいろ 緋色           | 最も明るい茜色。 |
| #83CCD2 | びゃくぐん 白群       | 白みを帯びた青。 |
| #DAEAD0 | びゃくろく 白緑       | 白みを帯びた淡い緑色。 |
| #7B4334 | ひわだいろ 桧皮色     | 桧皮（檜〈ひのき〉の表皮を取り去った後の皮）の色に由来する、赤茶色。                                                                                          |
| #82AE46 | ひわもえぎ 鶸萌黄     | 黄みの強い黄緑色。 |
| #85A1A0 | ふかがわねずみ 深川鼠 | 薄い青緑みの灰色。 |
| #004025 | ふかみどり 深緑       | 青みと黒みの強い濃い緑色。 |
| #AFB4DB | ふじいろ 藤色         | 藤の花の色から。淡い青味のある紫色。 |
| #606DA1 | ふじなんど 藤納戸     | 灰みを帯びた淡い青紫色。 |
| #9B95C9 | ふじむらさき 藤紫     | 明るい青紫色。 |
| #6B4978 | ふたあい 二藍         | 染料「藍」と「呉藍（紅）」を使った染色法に由来する。平安時代に愛好された紫系統の色。                                                                          |
| #E5004F | べにあか 紅赤         | わずかに紫みを含んだ鮮やかな赤。 |
| #C22047 | べにいろ 紅色         | 「くれないいろ」とも読む。紅花で染色した鮮やかな赤。 |
| #B63D1B | べにかばいろ 紅樺色   | 紅色がかった樺色。 |
| #F83929 | べにひ 紅緋           | 紅花染めと鬱金などの黄みの色を染め重ねられた色。冴えた黄みの赤色。                                                                                            |
| #8F2E14 | べんがらいろ 弁柄色   | 顔料の「ベンガラ」の色。暗い赤みを帯びた茶色。 |
| #E761A4 | ぼたんいろ 牡丹色     | 牡丹の花の色。濃い紫紅色。 |

## ま行
| 色      | 色名                | 備考                                                       |
| ------- | ------------------- | ---------------------------------------------------------- |
| #FB3C02 | まがいべに 紛紅     | 蘇芳で紅に似せて染めた色。                                 |
| #5B7E91 | ますはないろ 枡花色 | 五代目市川団十郎が好んだ淡い青。灰色がかった薄い青。       |
| #3F7735 | まつばいろ 松葉色   | 松の葉の色。くすんだ緑。                                   |
| #F08300 | みかんいろ 蜜柑色   | 蜜柑の果実の色。赤みが少なく黄色みが強い橙色。             |
| #8CD2BC | みずあさぎ 水浅葱   | 水色がかった浅葱色。緑みの淡い青色。                       |
| #AFDFE4 | みずいろ 水色       | 澄んだ水の色。淡い緑みの青。                               |
| #008000 | みどり 緑           | 黄色と青緑の中間色。                                       |
| #6E6B41 | みるいろ 海松色     | ミル目の緑藻である海松（みる）のような灰色がかった黄緑色。 |
| #A757A8 | むらさき 紫         | 青と赤の中間色。                                           |
| #966F9C | むらさきにび 紫鈍   | 紫みの灰色。                                               |
| #594255 | めっし 滅紫         | 「けしむらさき」とも読む。くすんだ紫。                     |
| #A9D159 | もえぎいろ 萌黄色   | 芽吹いたばかりの若葉の色。さえた黄緑色。                   |
| #006C4F | もえぎいろ 萌葱色   | 葱の芽の色。鮮やかな緑。                                   |
| #C7B370 | もくらんいろ 木蘭色 | 樹皮で染めた色。鈍い黄褐色。                               |
| #F58F98 | ももいろ 桃色       | 桃の花の色。明るく淡い赤。                                 |
| #542D24 | ももしおちゃ 百塩茶 | 何度も染め重ねたような非常に濃い赤褐色。                   |

## や行
| 色      | 色名                | 備考                                                 |
| ------- | ------------------- | ---------------------------------------------------- |
| #A8C97F | やなぎいろ 柳色     | やや白味がかった黄緑色。                             |
| #BFBD9E | やまばといろ 山鳩色 | ヤマバトの羽の色。灰色がかった緑。麹塵とも呼ばれる。 |
| #F8B400 | やまぶきいろ 山吹色 | 山吹の花の色。オレンジ色と黄色の中間色。             |
| #EE9D19 | ゆうおういろ 雄黄色 | 硫化ヒ素の結晶の色。明るい鮮やかな黄色。             |
| #616B07 | よもぎいろ 蓬色     | ヨモギの葉の色。やや青味の緑。                       |
| #6D3C14 | ようかんいろ 羊羹色 | 和菓子の羊羹の色から。黒に近い暗い赤褐色。           |

## ら行
| 色      | 色名                | 備考                                                        |
| ------- | ------------------- | ----------------------------------------------------------- |
| #BF794E | らくだいろ 駱駝色   | 駱駝の毛の色。黄みの薄い茶色。                              |
| #6E6636 | りかんちゃ 璃寛茶   | 江戸時代の流行色の1つ。暗い緑がかった茶色。                 |
| #897845 | りきゅうちゃ 利休茶 | 千利休が好んだ色。緑がかった薄茶色。                        |
| #888E7E | りきゅうねず 利休鼠 | 江戸時代の流行色の1つ。千利休を連想した色。緑がかった灰色。 |
| #6967AB | りんどういろ 竜胆色 | 竜胆の花の色。薄い青紫色。                                  |
| #2A5CAA | るりいろ 瑠璃色     | 宝玉「瑠璃（るり、ラピスラズリ）」の色に由来する、深い青。  |
| #224B8F | るりこん 瑠璃紺     | 瑠璃色がかった紺色。深い紫みの青色。                        |
| #FFF450 | れもんいろ 檸檬色   | レモンの色。やや緑みを帯びた薄い黄色。                      |
| #AA5C3F | れんがいろ 煉瓦色   | 煉瓦のような赤みのくすんだ茶色。                            |
| #0C0C0C | ろいろ 呂色         | 漆黒の艶のないもの。艶消し加工をした黒漆の色。              |
| #5BAD92 | ろくしょう 緑青     | 銅の錆の色。明るく鈍い青緑色。                              |
| #8C7042 | ろこうちゃ 路考茶   | 赤みがかった暗い黄褐色。                                    |

## わ行
| 色      | 色名                      | 備考                                                                     |
| ------- | ------------------------- | ------------------------------------------------------------------------ |
| #ABC900 | わかくさいろ 若草色       | 若草のようなあざやかな黄緑。                                             |
| #7CC28E | わかたけいろ 若竹色       | 字義は若い竹の色だが、実際は若い竹ほど青味が強い。緑寄りの明るい黄緑色。 |
| #CCDE68 | わかないろ 若菜色         | 立春に芽を出す食用植物の淡い緑色。                                       |
| #C7DC68 | わかなえいろ 若苗色       | 稲の苗のような黄緑色。                                                   |
| #A4CA68 | わかばいろ 若葉色         | 草木の若葉のようなやわらかい黄緑色。                                     |
| #A5CD89 | わかみどり 若緑           | 松の若葉のような明るく浅い黄緑色。                                       |
| #E0EBAF | わかめいろ 若芽色         | 植物の新芽のように淡く明るい緑色。                                       |
| #8EC298 | わさびいろ 山葵色         | 山葵のような薄い黄緑色。                                                 |
| #9CC5E6 | わすれなぐさいろ 勿忘草色 | 勿忘草の花の色。明るい青色。                                             |